# Červený Kláštor
Červený Kláštor (em húngaro:Alsólehnic; alemão:Rotes Kloster) é um município da Eslováquia, situado no distrito de Kežmarok, na região de Prešov. Tem 3,04 km² de área e sua população em 2018 foi estimada em 226 habitantes.

## Demografia
| Ano:        | 1994 | 2004  | 2014   | 2024   |
| ----------- | ---- | ----- | ------ | ------ |
| Broj ljudi: | 240  | 222   | 234    | 220    |
| Razlika:    |      | -7,5% | +5,40% | -5,98% |

| Ano:               | 2023 | 2024   |
| ------------------ | ---- | ------ |
| Número de pessoas: | 218  | 220    |
| Diferença:         |      | +0,91% |